# Gary Mabbutt
Gary Mabbutt, né le 23 août 1961 à Bristol (Angleterre), est un footballeur anglais, qui évoluait au poste de défenseur à Tottenham Hotspur et en équipe d'Angleterre.
Mabbutt a marqué un but lors de ses seize sélections avec l'équipe d'Angleterre entre 1984 et 1992.

## Carrière
- 1979-1982 : Bristol Rovers  Angleterre
- 1982-1998 : Tottenham Hotspur  Angleterre[1]

## Palmarès
- Tottenham Hotspur :
  - Vainqueur de la Coupe de l'UEFA en 1984.
  - Vainqueur de la Coupe d'Angleterre en 1991.
  - Finaliste de la Coupe d'Angleterre en 1987.